# Team Payroll Group
Team Payroll Group was een Nederlandse marathonschaatsploeg onder de vlag van de Stichting Sportpromotie West Nederland (SSWN), die op 24 september 2010 werd opgericht.
Onder de vlag van Stichting Sportpromotie West Nederland zijn diverse schaatsteams actief in de landelijke wedstrijden, waaronder Team Payroll Group. Van 2010 tot 2013 was Payroll Group de naamgever van een Topdivisieploeg. Sinds het seizoen 2013-2014 is Payroll Group naamgever van een klein team in de B-Divisie, waar onder andere Arjen van der Kieft voor uitkwam.
In het seizoen 2012/2013 voegde de Zwitserse schaatser Roger Schneider zich bij het team. Hij reed eerder twee seizoenen marathons op het hoogste niveau en won in november 2006 een Essent Cupwedstrijd in Den Haag. De podiumplek van Joost Vink op 24 november 2012 tijdens de zevende KPN Marathon Cup in Ireen Wüst IJsbaan was bijzonder, omdat Vink terugkwam na de ziekte van Pfeiffer en de streptokokkenbacterie.
in 2015 hield de ploeg op te bestaan.

## Seizoen 2013-2014
De volgende schaatsers maakten in dit seizoen deel uit van het team:
- Arjen van der Kieft
- Jasper van Tol

## Seizoen 2012-2013
De volgende schaatsers maakten in dit seizoen deel uit van het team:
- Bart Hakkenberg
- Kevin Regelink
- Roger Schneider
- Mats Stoltenborg
- Joost Vink